# باشگاه فوتبال یئوویل تاون
باشگاه فوتبال یئوویل تاون (به انگلیسی: Yeovil Town F.C) یک باشگاه فوتبال در شهر یئوویل، کشور انگلستان است که در سال ۱۸۹۵ میلادی تأسیس شده‌است.